# Teorema de Fáry
Em matemática, p teorema de Fáry estabelece que qualquer grafo planar simples pode ser traçado sem cruzamentos para que suas bordas sejam segmentos de linhas retas. Ou seja, a habilidade de traçar bordas de grafos como curvas em vez de segmentos em linhas retas não permite uma classe maior de grafos seja traçado.

## Demonstração

Passos de indução para a demonstração do teorema de Fáry.

Uma maneira de demonstrar o teorema de Fáry é usar indução matemática.<ref>A demonstração que segue pode ser encontrada em Chartrand, Gary; Lesniak, Linda; Zhang, Ping (2010), Graphs & Digraphs, ISBN 9781439826270 5th ed. , CRC Press, pp. 259–260.